# Roma senza papa
Roma senza papa. Cronache romane di fine secolo ventesimo è il primo romanzo pubblicato di Guido Morselli, apparso postumo presso Adelphi nel luglio 1974, a un anno dal suicidio dell'autore, segnato dall'ennesimo rifiuto editoriale ricevuto.
Lo scrittore iniziò la stesura del libro nel 1966 e la terminò nel 1967 a Santa Trinità di Gavirate. Frutto dell'atmosfera generata dal Concilio Vaticano II, si tratta di un breve romanzo satirico e fantapolitico che descrive l'ipotetico futuro della Chiesa cattolica alla fine del XX secolo.

## Trama
Dopo papa Paolo VI è stato eletto sommo pontefice un prelato turco di origine libanese di rito maronita che ha preso il nome di Libero I. Con l'enciclica De Maria matre Jesu (1990), papa Libero ha inaugurato una mariologia rinunciataria; ha inoltre abolito il celibato ecclesiastico, mantenendo però la proibizione per gli anticoncezionali, per cui ora il prete fedele si riconosce dalla famiglia numerosa. Ciò è solo l'inizio di una stagione di demolizione della tradizione della Chiesa, che prosegue anche sotto il successore di Libero, papa Giovanni XXIV, un benedettino irlandese: questi, tra l'altro, abbandona Roma e si trasferisce nella non lontana Zagarolo, alimentando un clima di sospensione e attesa.  
Guido Morselli era un ottimo romanziere, ma fu apprezzato solamente dopo il suo suicidio; tuttavia, ignorava le pratiche dei Maroniti, tranne forse l'antichissima origine monotelita, abbondantemente rinnegata, altrimenti non ne avrebbe attribuito ad un loro membro simili iniziative.
Il romanzo è presentato sotto forma di diario di un giovane sacerdote svizzero tedesco, don Walter, venuto in Italia appunto per incontrare il papa. Il giovane sacerdote svizzero è felicemente coniugato a una psichiatra, Lotte, ma al contempo è anche attaccato alla talare e alla messa in latino ed iniziando con l''Introibo. Don Walter e sua moglie sono molto devoti alla Madonna e lui si è recato a Roma proprio per consegnare al papa un saggio scritto da lui e dalla consorte in difesa dell'Iperdulia (la devozione mariana).
Con l'ingresso nell'Unione europea, l'Italia ne è divenuta l'appendice meridionale: la Germania propone di "hotellizzarla", sostenendo che le industrie dell'auto, acciaierie e complessi petrolchimici non siano competitivi e vadano smantellati. L'abolizione delle gare sportive, in specie delle partite di calcio, ha provocato lo scoppio della prima vera rivoluzione italiana: Amintore Fanfani, divenuto capo del PSU (Partito Socialista Unificando) è il dittatore comunista al potere. I romani rimpiangono l'abbandono del papa e si sentono traditi, anche perché ne ha risentito il turismo religioso: hanno persino realizzato una proiezione tridimensionale del corteo papale che attraversa piazza San Pietro, ma non attira molti fedeli: la piazza è semideserta e viene utilizzata da predicatori atei che, come in Hyde Park a Londra, concionano a un pubblico raccogliticcio da palchi improvvisati, sotto gli occhi indifferenti di due Carabinieri. Infatti la Guardia svizzera è stata sciolta, come del resto tutte le gerarchie della Curia romana.
Don Walter assiste a spettacoli a dir poco "curiosi": dal vecchio parroco trasteverino il quale, alla notizia che ben presto per essere prete bisognerà sposarsi, pensa di lasciare il sacerdozio, ai seminaristi che sfilano con la fascia di lutto al braccio per la morte di Dio. Intanto la Chiesa spagnola, non contenta delle riforme da essa reputate ancora troppo timide e parziali, si è staccata da Roma consumando uno scisma, mentre al contrario la Chiesa anglicana si è sottomessa e ha fatto causa comune con gli ambienti più reazionari della Chiesa di Roma. Intanto le agenzie di stampa battono la notizia che la presidente degli Stati Uniti - l'ex first lady Jacqueline Kennedy - e la teosofa buddhista nonché maestra di Yoga indiana Oona Maraswami sono divenute rivali in amore, avendo entrambe pubblicamente chiesto la mano del papa. 
Dopo circa un anno di attesa nella Roma "vedova" della presenza papale, don Walter riesce finalmente a farsi dare udienza dal papa assieme ad altri undici prelati. Papa Giovanni esordisce dicendo:
Dall'incontro, don Walter ricava l'impressione che il pontefice fosse il più tradizionalista di tutti, seriamente addolorato per la situazione di sfascio della Chiesa, ma che, giunto alla sua guida, aveva concluso che solo toccando il fondo si poteva risalire, e pertanto aveva deciso semplicemente di non far nulla.

## Edizioni
- Roma senza papa, Collana Narrativa Contemporanea, Milano, Adelphi, 1974.
- Roma senza papa, Collana Tascabili n.227, Milano, Bompiani, 1981.
- Roma senza papa, Collana Fabula n.11, Milano, Adelphi, 1986.
- Roma senza papa, Collana gli Adelphi, Milano, Adelphi, 1992, ISBN 978-88-4590-934-4.